# Alessandro Fortis

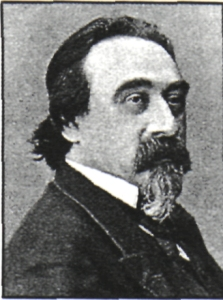
Alessandro Fortis.

Alessandro Fortis (Forlì, 16 september 1842 - Rome, 4 december 1909) was een Italiaans politicus die van 1905 tot 1906 premier van het land was. Hij was de eerste joodse premier van Italië en tegelijkertijd de eerste joodse persoon in Europa die het premierschap vervulde. 

## Vroege carrière
Fortis werd geboren in de regio Emilia-Romagna en werd advocaat. Als republikeinse volger van Giuseppe Mazzini trad hij in 1866 toe tot het leger van Giuseppe Garibaldi en vocht mee in Trentino-Zuid-Tirol, Mentana en Frankrijk. In 1880 werd hij lid van de Kamer van Afgevaardigden en was van 1887-1890 ondersecretaris van Binnenlandse Zaken onder Francesco Crispi. In de eerste regering van Luigi Pelloux was hij van 1898 tot 1899 minister van Landbouw.
In 1899 verliet hij de regering om toe te treden tot de liberale oppositie van Giovanni Giolitti, wiens politieke visie dicht bij die van Fortis stond. De gematigde liberalen waren tegen de repressieve maatregelen van Pelloux om politieke activiteit en vrijheid van meningsuiting te verminderen en wilden de constitutionele vrijheden behouden. Hij ondersteunde de gematigd liberale regeringen van Giuseppe Zanardelli (februari 1901 - november 1903) en van Giovanni Giolitti (november 1903 - maart 1905).

## Premierschap
In maart 1905 werd Fortis eerste minister na het ontslag van Giovanni Giolitti en na een interim-regering. Hij was tegelijkertijd minister van Binnenlandse Zaken. Tijdens zijn regeerperiode werd de spoorwegen genationaliseerd na een spoorstaking die het Italiaanse transport platlegde. Spoorarbeiders werden publieke bedienden die geen recht hadden om te staken.
In september bezocht Fortis Calabrië en Sicilië om de schade van een aardbeving die plaatsvond te bestuderen. Hij introduceerde een speciale wet om deze regio's te helpen. Dit was vrijwel de eerste maatregel om de fundamentele problemen ten gevolge van de onderontwikkeling van de zuidelijke regio's ten opzichte van de noordelijke te verhelpen.
In december viel de eerste regering van Fortis nadat de Kamer van Afgevaardigden een handelsverdrag tussen Italië en Spanje verwierp. Hij mocht echter een tweede regering vormen die het vertrouwen van de Kamer echter niet kon herwinnen. In februari 1906 trad hij af als premier.

## Overlijden
Alessandro Fortis overleed in december 1909. Hij bekeerde zich kort voor zijn overlijden tot het Rooms-katholicisme en ontving de laatste riten door Lodewijk Orione.